# جیرو وانگ
جیرو وانگ (چینی: 汪東城؛ زادهٔ ۲۴ اوت ۱۹۸۱) بازیگر و خواننده اهل تایوان است که حرفه خود را به عنوان مدل آغاز کرد. وانگ یکی از اعضای گروه پسرانه تایوانی کوارتت ماندوپاپ Fahrenheit بود.